# System of a Down (албум)
System of a Down е името на едноименния дебютен албум на американската метъл група System of a Down. Албумът се появява на пазара през 1998 година и предизвиква огромен интерес сред рок обществото по целия свят с нестандартното си звучене, съчетаващо редица разнообразни стилове в тежката музика и извън нея с доза арменски фолклор, продиктуван от арменския произход на четиримата члена на групата, и текстове с ясно изразена политическа и социална обвързаност, като в някои от парчетата се засяга и темата Армения и арменския геноцид, упражняван от турците в началото на XX век. Финалната песен P.L.U.C.K. (абревиатура от Politically Lying Unholly Cowardly Killers) е посветена изцяло на тази тема, а индиректно геноцидът е засегнат и в песни като War?. Арменските корени на групата се усещат особено ясно в песните Know и Suggestions, но фолклорни мелодии и музикални миниатюри могат да се чуят и в редица други песни от албума. Правят впечатление и тежките рифове, които умело се преплитат с меланхолии и мотиви, които спокойно биха могли да бъдат част от блус композиция. Стиловите заигравки в албума стигат дори до някои джаз мотиви, усещащи се най-вече в парчето Sugar, разграничаващо се от повечето от останалите песни и с по-шеговития си текст.
Ръката на обложката е взета от агитационен плакат на Германската Комунистическа Партия по време на Третия Райх. Оригиналният текст на плаката, изписан под ръката, гласи: "Ръката има пет пръста. С тези пет пръста сграбчи врага!", което на гърба на обложката е перефразирано като: „Ръката има 5 пръста, способни и силни, с умението както да рушат така и да създават“ (The hand has 5 fingers, capable and powerful, with the ability to destroy as well as create"), допълнено от изречението: „Отвори очите си, отвори устата си, затвори ръката си и свий юмрук“ (Open your eyes, open your mouth, close your hand and make a fist). На задната част на обложката е отпечатана също поемата Victims of a Down, написана от китариста Дарън Малакиан, която дава името на групата.

## Песни
1. Suit-Pee – 2:32
2. Know – 2:56
3. Sugar – 2:33
4. Suggestions – 2:44
5. Spiders – 3:35
6. Ddevil – 1:43
7. Soil – 3:25
8. War? – 2:40
9. Mind – 6:16
10. Peephole – 4:04
11. Cubert – 1:49
12. Darts – 2:42
13. P.L.U.C.K. – 3:37

## Сингли
- Sugar (1999) – съдържа още цензурираната версия на песента, както и две live изпълнения, едно от които цензурирано, в добавка още парчето Storage и две концертни изпълнения на War?, едно от които цензурирано.

- Spiders (2000)

## Музиканти
- Серж Танкиан – вокали, кийборди
- Дарън Малакиан – китари, вокали
- Шаво Одаджиан – бас китара
- Джон Долмаян – барабани
- Рик Рубин – пиано, гост музикант

## Персонал
- Рик Рубин – продуцент
- Грег Фиделман – записи
- Силвия Маси – записи
- Дейв Сарди – записи, смесване
- Ник Разкулинеч – асистент записи
- Сам Стори – асистент записи
- Брайън Дейвис – асистент смесване
- Грег Гордън – асистент смесване
- Анди Халър – асистент смесване
- Джеймс Саез – асистент смесване
- Владимир Мелер – мастеринг
- Антъни Артиага – фотографии
- Франк Харкинс – директор художествено оформление
- Джон Хартфиелд – обложка
- Ерик Анест – шум